# Spinotocepheus foveolatus
Spinotocepheus foveolatus är en kvalsterart som beskrevs av Hammer 1981. Spinotocepheus foveolatus ingår i släktet Spinotocepheus och familjen Tetracondylidae. Inga underarter finns listade i Catalogue of Life.